# Prosódia
Prosódia (do grego  προσῳδία, transl.  prosodía, composto de προσ, pros-, "verso", e  ᾠδή, odé, "canto") é  a parte da linguística que estuda a entonação, o ritmo,  o acento (intensidade, altura, duração) da linguagem falada  e demais atributos correlatos na fala. A prosódia descreve todas as propriedades acústicas da fala que não podem ser preditas pela transcrição ortográfica (ou similar); em resumo, é uma parte da fonética que trata da correta acentuação tônica das palavras.
Quando ocorre um erro de prosódia, isto é, quando há uma transposição do acento tônico de uma sílaba para outra (transformação de palavra paroxítona em oxítona ou de proparoxítona em paroxítona), ocorre uma cacoépia, também denominada silabada.
Abaixo estão relacionados alguns exemplos de vocábulos que frequentemente geram dúvidas quanto à prosódia:
- 1) oxítonas: cateter, Cister, condor, hangar, mister, negus, Nobel, novel, recém, refém, ruim, subtil, ureter, Gibraltar, obus, masseter, bisturi, frenesi.
- 2) paroxítonas:  âmbar, avaro, avito, barbárie, caracteres, cartomancia, ciclope, circuito, Ebola, exegese, filantropo, fortuito, grácil, gratuito, ibero, intuito, maquinaria, misantropo, ônix, performance, pudico, refrega, rubrica, têxtil, transido, recorde, algaravia, mequetrefe, biotipo, croquete.
- 3) proparoxítonas: aeródromo, aerólito, amálgama, alcoólatra, álibi, âmago, antídoto,  aríete, anátema, azáfama, arquétipo, bávaro, bímano,  bólido, cânhamo, chávena, cotilédone, crisântemo, égide, elétrodo, êmbolo, etíope, fac-símile, idólatra, ínterim, ímprobo, leucócito, lêvedo, ômega, pólipo, plêiade, protótipo, quadrúmano, trânsfuga, vermífugo, zéfiro, zênite, catástrofe, cérebro, pretérito, brâmane, autóctone, síndrome, perífrase, notívago, sânscrito, acrópole, estereótipo, genótipo, fenótipo, fotótipo, galvanótipo (exceção: linotipo é palavra paroxítona).

Há algumas palavras em que o acento prosódico é incerto, oscilante, mesmo na língua culta, e pode  depender da variante linguística  usada. Exemplos:
- acrobata e acróbata
- Oceânia e Oceania [4]
- paronimia e paronímia
- réptil e reptil

Há também as palavras que assumem significados diferentes, de acordo a acentuação. Exemplo:
- valido (flexão do verbo validar) e válido (adjetivo);
- vivido (particípio do verbo viver) e vívido (adjetivo).
- para (preposição) e pára (do verbo parar na 3ª pessoa do singular do presente do indicativo ou 2ª pessoa do singular do imperativo afirmativo e antes do Novo Acordo Ortográfico de 2009).

## Aspectos cognitivos da prosódia
A entonação é uma percepção significativa para as funções do inglês e outros idiomas, contribuindo para o reconhecimento e compreensão da fala

##### Emoção
A prosódia também é importante na sinalização de emoções e atitudes. Quando este é involuntária (como quando a voz é afetada por ansiedade ou medo), a prosódia da informação não é linguisticamente significativa. No entanto, quando o interlocutor varia seu discurso, por exemplo, para indicar o sarcasmo, isso geralmente envolve o uso de recursos prosódicos. O recurso mais útil em detectar o sarcasmo é uma redução intencional na média da frequência fundamental em relação às outras [variáveis] para humor, neutralidade ou sinceridade. Embora as dicas da prosódia sejam importantes, indicações de sarcasmo, dicas de contexto e conhecimento compartilhado também são importantes.
A emoção da prosódia foi considerada por Charles Darwin em "A Descendência do Homem",  que precede a evolução da linguagem humana: "até mesmo os macacos expressam sentimentos fortes em tons diferentes – a raiva e a impaciência pelo mais baixo, – o medo e a dor por notas altas."  Falantes nativos, quando ouvem um texto emocionalmente neutro, projetam emoções corretamente reconhecidas como felicidade em 62% do tempo, raiva em 95%, surpresa - 91%, tristeza - 81%, e tom neutro em 76% das vezes. Quando um banco de dados com esse discurso foi processado por um computador, recursos prosódicos segmentares permitiram mais de 90% de reconhecimento de felicidade e raiva, enquanto recursos supra-segmentais permitiram apenas 44%-49% de reconhecimento. O inverso foi verdadeiro para a emoção de surpresa, o que foi reconhecido apenas 69% do tempo por recursos de segmento e 96% do tempo por supra-segmentais . Em conversa típica, o reconhecimento da emoção pode ser muito baixo, da ordem de 50%, prejudicando o complexo inter-relacionamento da função do discurso. Entretanto, mesmo se a expressão emocional através da prosódia não puder ser sempre conscientemente reconhecida, o tom de voz pode continuar a ter efeitos subconscientes na conversa. Esse tipo de expressão não advém dos efeitos de linguística ou semântica e, portanto, pode ser isolado a partir da tradicional [necessário esclarecer] linguística de conteúdo. A aptidão média da pessoa para decodificar as implicações da prosódia emocional tem sido apontada como um pouco menos precisa do que as tradicionais, expressão facial e capacidade de discriminação; no entanto, a capacidade específica para decodificar varia pela emoção. Estes aspectos emocionais [necessário esclarecer] foram determinados por estarem presentes e serem utilizados e compreendidos em diferentes culturas. Em geral, experimentos identificaram as taxas de várias emoções, são elas:
- Raiva e tristeza: Alta taxa de identificação precisa
- Medo e felicidade:Taxa média de identificação precisa
- Nojo: Baixa taxa de identificação precisa

A prosódia de um enunciado é utilizada pelos ouvintes para orientar as decisões sobre como o emocional afeta a situação. Se uma pessoa decodifica a prosódia como positiva, negativa ou neutra, isto influencia o papel na forma de uma pessoa, decodifica uma expressão facial que acompanha um enunciado. Como a expressão facial torna-se mais próxima ao ponto neutro, a interpretação da prosódia influencia a interpretação da expressão facial. Um estudo realizado por Marc D. Pell revelou que 600 ms de informação prosódica são necessários para que os ouvintes sejam capazes de identificar o tom afetivo do enunciado. Em comprimentos abaixo deste, não haveria informações suficientes para que os ouvintes processassem o contexto emocional do enunciado.